# Chimarra ortiziana
Chimarra ortiziana är en nattsländeart som beskrevs av Oliver S. Flint Jr. 1967. Chimarra ortiziana ingår i släktet Chimarra och familjen stengömmenattsländor. Inga underarter finns listade i Catalogue of Life.